# Dywizja Piechoty Hannover
Dywizja Piechoty Hannover (niem. Infanterie-Division Hannover) – niemiecka dywizja piechoty sformowana 7 marca 1945 w Szczecinie. Trzy dni później włączona w skład 547 Dywizji Grenadierów Ludowych. Brała udział w walkach na froncie wschodnim. Poddała się Amerykanom w maju 1945.

## Skład
- pułk grenadierów Hanower 1
- pułk grenadierów Hanower 2
- batalion artylerii Hanower
- kompania inżynieryjna Hanower